# Bontscho Nowakow
Bontscho Nowakow (bulgarisch: bulgarisch Бончо Новаков; * 7. Mai 1935 in Nedoklan, Rasgrad) ist ein ehemaliger bulgarischer Radrennfahrer.

## Sportliche Laufbahn
Bontscho Nowakow war Teilnehmer der Olympischen Sommerspiele 1960 in Rom. Im Zeitfahren belegte er beim Sieg von Sante Gaiardoni den 18. Platz.